# Batalla de Cangamba
Batalla de Cangamba. Combate ocurrido en el episodio de la guerra civil de Angola , en la localidad del mismo nombre. Del 2 al 10 de agosto de 1983 fueron cercadas y atacadas las posiciones defendidas por combatientes internacionalistas cubanos y de las Fuerzas Populares de Liberación de Angola, FAPLA en el poblado de Cangamba por fuerzas de la Unión para la Independencia Total de Angola, UNITA.
Durante esos días la heroica resistencia de los combatientes angolanos y cubanos destacados en Cangamba, con el apoyo de la aviación de combate y helicópteros cubana y las Fuerzas de Destino Especial conocidas como "Tigres" (antecesores de las actuales Avispas Negras) desembarcadas en la retaguardia de la UNITA impidieron que este último lograra sus objetivos.

## Situación operativa en Cangamba
En la localidad de Cangamba, provincia Moxico, se encontraba desplegada la 32 Brigada de Infantería Ligera (BIL) de las FAPLA y un grupo de asesores cubanos. Este era el lugar más alejado y de difícil acceso en la región centro oriental de Angola en el que se encontraban unidades de las FAPLA y combatientes internacionalistas cubanos.
Este territorio era una vía importante para el paso de fuerzas y medios de la UNITA, dirigida por Jonas Malheiro Savimbi, hacia la parte central país. Las fuerzas de esta organización, ingresaban al país por el este, a través de la frontera con Zambia y por el sur, lo hacían por la provincia de Kuando Kubango, fronteriza con Namibia. En una gran parte de esta zona desde hacía meses actuaban las tropas de la Sudáfrica del régimen del apartheid.

## Fuerzas contendientes
Por la UNITA participaban en la operación las 12 y 13 brigadas semiregulares, con la misión de asestar el golpe principal. También se incluía dos batallones independientes y una compañía de destino especial, unos 3 000 hombres. La agrupación artillera con que contaba las FALA estaba integrada por cincuenta a sesenta piezas de artillería y morteros, siete instalaciones antiaéreas múltiples de 14,5 milímetros y de cohetes antiaéreos portátiles. 
Por las FAPLA, las fuerzas acantonadas en Cangamba alcanzaba la cifra de 818 efectivos, muchos de ellos con poca preparación combativa. La asesoría cubana ascendía a 82 combatientes internacionalistas. Una vez iniciados los combates el 2 de agosto de 1983, la jefatura cubana envió un refuerzo, lo que incrementó la presencia cubana a 184 efectivos. En total, los defensores de Cangamba contaban con 18 piezas de artillería y morteros de pequeño calibre y 36 instalaciones GRD-1P con pocas municiones.
Por la parte sudafricana, aunque no había fuerzas de infantería desplegadas en el terreno, existía presencia de especialistas de artillería, inteligencia y apuntadores para la aviación, lo que puede estimarse en cerca de un batallón.
También estaban presentes pequeñas unidades del Batallón Búfalo, que contaba con experiencia de acciones conjuntas con la UNITA.

## Objetivos de la UNITA
El objetivo estratégico de la UNITA era aislar la provincia de Moxico la llegada de refuerzos, para posteriormente apoderarse de Luena , ciudad que pretendían proclamar capital de una llamada ‘República Negra’ escindida de Angola, en busca de reconocimiento internacional.

Según el entonces coronel Peregrino Isidoro Chindondo (Wambu), quien en 1983 era jefe de los servicios de información militar de las Fuerzas Armadas de Liberación de Angola, FALA, brazo armado de la UNITA, esta última
“enfrentaba una situación crítica de orden de expansión, y era necesario, importante, que las tropas ya formadas en unidades semirregulares no comenzasen a pasar dificultades logísticas, y así fue acordado en las reuniones estratégicas con la parte sudafricana. Porque además era de interés sudafricano, intentar bloquear esa región como zonas de penetración de las guerrillas de la SWAPO o eventualmente de apoyos al ANC☃☃. Por lo tanto, toda esta combinación de estrategias condujo a que no resultara tan difícil convencer a la parte sudafricana de por qué no intentar una operación de envergadura” 

## Desarrollo de las acciones combativas
El 2 de agosto de 1963, a las 05:55 horas se inician ataques simultáneos de artillería y morteros a las posiciones de Munhango, Calapo, Cangamba, Tempué, Cangumbe y Luena por parte de la UNITA.
A las 08:00 horas, fuerzas de infantería de la UNITA atacan en Cangamba a las tropas de las FAPLA que defienden la cabeza norte de la pista de aviación, en el extremo occidental de la aldea y a unos trescientos metros de la posición defendida por los cubanos. Son rechazados.
A las 13:00 horas la aviación cubana asesta el primer golpe cuatro kilómetros al este y sureste de Cangamba. Es recibida con denso fuego antiaéreo. Poco después efectúa un segundo golpe con dos aviones.
El 3 de agosto se realiza el primer desembarco helitransportado de fuerzas de destino especial cubanas para reforzar a las fuerzas sitiadas en Cangamba.
Este día partió de la ciudad de Huambo el Destacamento Blindado N.º 1 con destino a Cangamba. Se previó que venciera los 650 kilómetros que la separaban de Cangamba en cinco o seis días, pero solo pudo mantener el ritmo previsto mientras avanzó por caminos transitables. Gran parte de la marcha tuvo que ser a campo traviesa y bajo la influencia del enemigo, por lo que apenas pudo promediar 40 kilómetros por jornada.
El 4 de agosto se desembarca en Cangamba el médico, teniente Luis Galbán Soca y el apuntador de aviación, capitán Julio B. Chiong Almaguer.
Durante los días sucesivos las acciones se comportarían de manera similar, con un fuerte hostigamiento artillero y ataques de infantería por parte de la UNITA y los golpes de la aviación cubana contra las fuerzas de la UNITA.
El 6 de agosto salió desde la ciudad de Menongue el Destacamento Blindado N.º 2, el cual durante su desplazamiento hacia Cangamba encontró grandes obstáculos naturales en su camino, causa fundamental de su retraso, y también sostuvo algunos combates. El 9 de agosto, cuando el enemigo se retiró de Cangamba, sus integrantes creaban las condiciones para cruzar el Río Cuito.
El 7 de agosto se decide enviar hacia Cangamba un batallón de infantería ligero concebido para realizar la penetración y golpes en pequeños grupos sobre la retaguardia del enemigo, integrado por 218 combatientes, de ellos 150 angolanos y 67 cubanos, más un combatiente namibio de las SWAPO que pertenecía a una compañía de destino especial. Al frente de la pequeña unidad mixturada iba el mayor Rafael Ramos Fajardo. Despegan desde Luena en siete helicópteros que les llevaría en tres vuelos. Sincronizando el tiempo para coincidir en Cangamba, después despegó una pareja de Mig-21 desde Menongue.

Mientras en las posiciones de los combatientes cubanos, estos tomaron la determinación de no dejarse coger prisioneros de la UNITA. El subteniente Bernis Humberto Rivero dice:
Después de una hora de vuelo desembarcan en un punto a unos dos kilómetros al sureste del barrio 4 de Febrero, en Cangamba, con la misión de desarrollar acciones en la retaguardia de la UNITA en esa dirección y atacar las alturas dominantes donde se encuentran emplazados los morteros de grueso calibre que tan fuertemente hostigan a los cercados.
El 10 de agosto partieron de Luena en cinco helicópteros noventa combatientes de las FAPLA hacia Cangamba para desembarcar al sur de la aldea con la misión de hostigar a las fuerzas de las FALA, situar emboscadas y minar caminos, también iba con ellos un médico y un equipo de filmación cubanos. Se evacúan los heridos.
Este día sobre las 11:00 horas llegaron a Cangamba, en cuatro helicópteros, el ministro de defensa de Angola, coronel Pedro María Tonha (Pedalé) y el jefe de la Misión Militar Cubana en Angola, general de división Leopoldo Cintra Frías.

## Mensaje del Comandante en Jefe Fidel Castro
El Comandante en Jefe Fidel Castro Ruz escribió y envió a los combatientes que combatían en Cangamba el mensaje siguiente:
“A los cubanos y a la 32 Brigada FAPLA que luchan en Cangamba.
Queridos compañeros:
Durante días hemos seguido hora a hora la heroica resistencia de ustedes frente a fuerzas muy superiores en número y medios de los títeres de Sudáfrica en Cangamba.
Hemos adoptado todas las medidas para apoyar las tropas sitiadas. El envío de refuerzos cubanos por helicópteros a ese punto es prueba de nuestra determinación de librar y ganar esa batalla junto a los angolanos.
Poderosas columnas blindadas avanzan ya rápidamente en dirección a Cangamba.
Todo depende ahora de la capacidad de ustedes para resistir el mínimo de tiempo, indispensable para que esas tropas lleguen a su objetivo.
Si el enemigo toma Cangamba no tendrá piedad con los heridos y prisioneros.
Desde sus posiciones, bien atrincherados, con serenidad, confianza en sí mismos y total determinación, deben rechazar los ataques enemigos, resistir a pie firme el fuego artillero y aniquilar a los que intenten apoderarse de la posición.
Es preciso ahorrar municiones y asegurar un fuego certero, así como soportar con firmeza el hambre y la sed si se agotan los víveres y el agua.
Todos los medios y fuerzas cubanas se emplearán si fuera necesario para liberarlos del cerco enemigo.
Nuestras tropas llegarán rápido, en tres o cuatro días, pero si la distancia, los obstáculos naturales y la acción del enemigo las retrasan el doble o el triple del tiempo o aún más, hay que resistir, porque llegarán allí a cualquier precio.
Que Cangamba se convierta en cementerio de los mercenarios que sirven a los odiosos intereses de los racistas sudafricanos.
Que Cangamba sea un símbolo imperecedero del valor de los cubanos y angolanos.
Que Cangamba sea ejemplo de que la sangre de angolanos y cubanos derramada por la libertad y dignidad de África no ha sido en vano.
Confío en el valor insuperable de ustedes y les prometo que los rescataremos cueste lo que cueste.
¡Patria o Muerte!
¡Venceremos!
Fidel Castro Ruz
Agosto 7 de 1983

6 p. m.
Para el 9 de agosto de 1983, las fuerzas de la UNITA se retiraron del teatro de operaciones, destruyendo antes los almacenes de municiones y llevándose consigo las bajas que pudieron rescatar.
Se contabilizaron dentro del poblado 493 cadáveres de las FALA, pero se estimó que las bajas fueron superiores, teniendo en cuenta que era una práctica habitual de la UNITA borrar las huellas de sus bajas. Ejemplo de ello lo fue que uno de los camiones emboscados por las tropas que actuaron en la retaguardia de la UNITA estaba atiborrado de cadáveres.
Murieron en combate 18 cubanos y 27 resultaron heridos. Por su parte las FAPLA tuvieron 60 muertos y 177 heridos. Se desconoce la suerte de unos trescientos integrantes de la Organización de Defensa Popular, algunos de ellos sorprendidos al inicio del ataque, mientras dormían en sus humildes hogares y asesinados posteriormente.
El 85% de los refugios fueron dañados o destruidos. Se contabilizaron 401 coletas de granadas de mortero dispersas por la posición defendida, a las que se sumaron unos 1300 fragmentos de proyectiles antitanque y de cohetes GRAD-1P (enlace roto disponible en Internet Archive; véase el historial, la primera versión y la última).. Se calcula que por lo menos deben haber hecho impacto no menos de 1 500 proyectiles de artillería en las posiciones defendidas por los cubanos.

## Epílogo
A las 06:00 horas del 14 de agosto fueron atacadas con morteros las posiciones ocupadas por las FAPLA en Cangamba y cuarenta minutos después se inició un bombardeo sobre este lugar por cuatro bombarderos del tipo Camberra e igual número de aviones a reacción del tipo Impala. Ante la sorpresa del ataque, los combatientes de las FAPLA optan por retirarse del lugar.
Antes, el 11 de agosto se habían reunido con el presidente de Angola, José Eduardo Dos Santos, citados por este, el Dr. Rodolfo Puente Ferro, embajador cubano y el coronel Amels Escalante Colás, jefe del Estado Mayor de la Misión Militar Cubana en Angola. En esta reunión participa también el coronel general Konstantín Y. Kurochkin, jefe de la Misión Militar Soviética. Los cubanos entregan un mensaje a Dos Santos del Presidente cubano, en el cual se argumenta la decisión de evacuar de Cangamba a los combatientes internacionalistas cubanos y la propuesta de hacer lo mismo con las FAPLA. El general soviético no estuvo de acuerdo con la propuesta cubana.
Para el 12 de agosto a las 18:00 horas se concluye la evacuación de los internacionalistas cubanos hacia Luena. Las FAPLA permanecieron en el lugar.

## Sepelio de los cubanos caídos en la batalla de Cangamba
Con gran solemnidad se realizó el sepelio a los caídos en la batalla de Cangamba el jueves 11 de agosto de 1983 en el cementerio de la Misión Militar Cubana en Angola (MMCA). Junto a los cubanos caídos se le dio sepultura a un combatiente de las SWAPO que había formado parte del refuerzo de las tripas especiales cubanas.

## Cubanos caídos en combate
Durante la batalla de Cangamba cayeron en combate dieciocho combatientes internacionalistas cubanos:
- Mayor ® Policarpo Álvarez Pileta – piloto helicóptero.

- Capitán ® Bernardo Rodríguez Sod – asesor de batallón.

- Teniente ® Luis Galván Soca – médico.

- Teniente ® Juan M. Benítez Fernández – refuerzo.

- Subteniente ® Pedro Pérez Oliva – octava sección.

- Subteniente ® Ramón Martínez Nacer (enlace roto disponible en Internet Archive; véase el historial, la primera versión y la última). – jefe retaguardia.

- Subteniente ® Olivio Iznaga Zayas – octava sección.

- Subteniente ® Miguel J. Espinosa García – refuerzo.

- Sargento 3.ª Sergio M. Cortina Socorro (enlace roto disponible en Internet Archive; véase el historial, la primera versión y la última). – refuerzo.

- Sargento 3.ª Artemio Silva Baños – jefe escuadra.

- Soldado José Antonio Bacallao Pérez – tirador de lanzacohetes.

- Soldado Emilio Jardín López – tirador de ametralladora.

- Soldado Ángel Martén Bess – pelotón de morteros.

- Soldado Fernando Arango Cuesta – fusilero.

- Soldado Ismael Valdivia Duardo – fusilero.

- Soldado Alfredo Tomás Calzada García – refuerzo.

- Soldado Manuel Concepción González Sánchez – fusilero.

- Soldado Mario Enrique Pavón – comunicador.

## Condecoraciones
Fueron condecorados con órdenes, medallas y distinciones a que se hicieron acreedores por su actitud en la batalla de Cangamba, 392 combatientes cubanos. El teniente coronel Fidencio González Peraza, jefe de los cubanos en Cangamba, recibió la Orden Antonio Maceo; diez combatientes merecieron la Orden Camilo Cienfuegos, seis la Orden Ernesto Che Guevara de segundo grado y cincuenta y dos la de tercer grado. Otros ciento cuarenta y un combatientes recibieron la Medalla Antonio Maceo y ciento cincuenta la Medalla Calixto García; el resto, otras condecoraciones. También fueron condecorados con carácter póstumo los 18 cubanos caídos en combate, 13 combatientes angolanos y a dos de las SWAPO fallecidos de forma heroica durante el desarrollo de las acciones.

## Legado
La batalla ha sido recordada en varios reportajes de la prensa cubana, incluso en plena misión militar cubana en Angola, a través de la Revista Verde Olivo, medio de prensa de las Fuerzas Armadas Revolucionarias de Cuba, FAR.
En el año 2006 se publicó el libro "Cangamba", del oficial e historiador cubano Jorge Martín Blandino.
En el año 2008 se estrenó el filme "Kangamba", del director cubano Rogelio París, sobre la batalla, con un personaje ficticio como narrador de la vicisitudes de la batalla.